# Lijst van administratieve eenheden in Vĩnh Long
Deze lijst bevat een overzicht van administratieve eenheden in Vĩnh Long (Vietnam).
De provincie Vinh Long ligt in het zuiden van Vietnam, dat ook bekendstaat onder de naam Mekong-delta. De oppervlakte van de provincie bedraagt 1479,1 km² en Vinh Long telt ruim 1.062.600 inwoners. Vinh Long is onderverdeeld in een stad en zeven huyện.

## Stad

### Thành phốVĩnh Long
- Phường 1
- Phường 2
- Phường 3
- Phường 4
- Phường 5
- Phường 8
- Phường 9
- Xã Tân Hòa
- Xã Tân Hội
- Xã Tân Ngãi
- Xã Trường An

## Huyện

### Huyện Bình Minh
- Thị trấn Cái Vồn
- Xã Đông Bình
- Xã Đông Thạnh
- Xã Đông Thành
- Xã Mỹ Hòa
- Xã Thuận An

### Huyện Bình Tân
- Xã Mỹ Thuận
- Xã Nguyễn Văn Thảnh
- Xã Tân An Thạnh
- Xã Tân Bình
- Xã Tân Hưng
- Xã Tân Lược
- Xã Tân Qưới
- Xã Tân Thành
- Xã Thành Đông
- Xã Thành Lợi
- Xã Thành Trung

### Huyện Long Hồ
- Thị trấn Long Hồ
- Xã An Bình
- Xã Bình Hòa Phước
- Xã Đồng Phú
- Xã Hòa Ninh
- Xã Hòa Phú
- Xã Lộc Hòa
- Xã Long An
- Xã Long Phước
- Xã Phú Đức
- Xã Phú Qưới
- Xã Phước Hậu
- Xã Tân Hạnh
- Xã Thanh Đức
- Xã Thạnh Qưới

### Huyện Mang Thít
- Thị trấn Cái Nhum
- Xã An Phước
- Xã Bình Phước
- Xã Chánh An
- Xã Chánh Hội
- Xã Hòa Tịnh
- Xã Long Mỹ
- Xã Mỹ An
- Xã Mỹ Phước
- Xã Nhơn Phú
- Xã Tân An Hội
- Xã Tân Long
- Xã Tân Long Hội

### Huyện Tam Bình
- Thị trấn Tam Bình
- Xã Bình NInh
- Xã Hậu Lộc
- Xã Hòa Hiệp
- Xã Hòa Lộc
- Xã Hòa Thạnh
- Xã Loan Mỹ
- Xã Long Phú
- Xã Mỹ Lộc
- Xã Mỹ Thạnh Trung
- Xã Ngãi Tứ
- Xã Phú Lộc
- Xã Phú Thịnh
- Xã Song Phú
- Xã Tân Lộc
- Xã Tân Phú
- Xã Tường Lộc

### Huyện Trà Ôn
- Thị trấn Trà Ôn
- Xã Hòa Bình
- Xã Hựu Thành
- Xã Lục Sĩ Thành
- Xã Nhơn Bình
- Xã Phú Thành
- Xã Tân Mỹ
- Xã Thiện Mỹ
- Xã Thới Hòa
- Xã Thuận Thới
- Xã Tích Thiện
- Xã Trà Côn
- Xã Vĩnh Xuân
- Xã Xuân Hiệp

### Huyện Vũng Liêm
- Thị trấn Vũng Liêm
- Xã Hiếu Nghĩa
- Xã Hiếu Nhơn
- Xã Hiếu Phụng
- Xã Hiếu Thành
- Xã Hiếu Thuận
- Xã Qưới An
- Xã Qưới Thiện
- Xã Tân An Luông
- Xã Tân Qưới Trung
- Xã Thanh Bình
- Xã Trung An
- Xã Trung Chánh
- Xã Trung Hiệp
- Xã Trung Hiếu
- Xã Trung Ngãi
- Xã Trung Nghĩa
- Xã Trung Thành
- Xã Trung Thành Đông
- Xã Trung Thành Tây